# السياسة الإعلامية في السعودية
السياسة الإعلامية في السعودية هي المبادئ التي يرتكز عليها الإعلام الحكومي والخاص في السعودية وخارجها، والخطوط العريضة التي يلتزم بها لتحقيق أهدافه، وتعد السياسة الإعلامية جزءًا من السياسة العامة للسعودية.
تتحدد السياسة الإعلامية السعودية في عدد من المبادئ العامة والمهام التي يلتزم بها الإعلام، أولها التمسك بتعاليم الدين الإسلامي، ومقاومة التيارات المعادية له، وكشف زيفها وتوضيح خطرها للمجتمع، وخدمة سياسة السعودية التي تقوم حفظ مصالح المواطنين، وإبراز الشخصية السعودية في مختلف المجالات، وتعريف المواطنين بوطنهم وإبراز مميزاته، والاهتمام بالأسرة والطفل والمرأة والشباب بتخصيص ما يلائمهم من برامج إعلامية، والقيام بالتوثيق الإعلامي بمختلف الوسائل لكل ما يتصل بتاريخ السعودية وثقافتها، وحفظ هذه المواد، واقتناء المواد الإعلامية المعنية بالمملكة وتراثها، والتعاون مع المؤسسات التعليمية والاجتماعية ومراكز البحوث لإجراء البحوث والدراسات الإعلامية، وتخصيص برامج ثقافية متعددة الاتجاهات للفئات المثقفة، وتشجيع المتخصصين في الإسهام الإعلامي حسب تخصصاتهم، ومكافحة الأمية، والالتزام باللغة العربية الفصحى بشتى الطرق، ودعم العلوم والثقافة بتشجيع الباحثين والعلماء والمفكرين ونشر مساهماتهم، ورعاية المواهب وتشجيعها ماديًا ومعنويًا، وعقد الندوات الفكرية والمؤتمرات الأدبية والعلمية وعقد اجتماعات بين المثقفين السعوديين مع نظرائهم خارج السعودية، وتشجيع المجلات المتخصصة ودور النشر ومساندتها ماديًا ومعنويًا، والاهتمام بالتراث بكافة الطرق الإعلامية الممكنة، وتوثيق الروابط بين المسلمين عن طريق التعريف الإعلامي بالشعوب المسلمة، والعمل مع المؤسسات الإعلامية الخارجية في العالم العربي والإسلامي، واحترام حقوق الأفراد والجماعات، والاعتماد على الموضوعية في عرض الحقائق، وكفالة حق حرية التعبير ضمن الأهداف الإسلامية والوطنية، وإعداد الطاقات الخبيرة المثقفة بتدريبهم، وتشجيع الإعلام السعودي على إنتاج مواد إعلامية جيدة.

## مواد اللائحة
بعض أبرز مواد الواردة في وثيقة السياسة الإعلامية للمملكة العربية السعودية:

### المادة الأولى
الالتزام بالإسلام والمحافظة على العقيدة واستبعاد كل ما يخالف الشريعة الإسلامية.

### المادة الثانية
مقاومة التيارات المعادية التي تهدف إلى إشغال المسلمين عن عقيدتهم، والعمل على مناهضتها وكشف زيفها.

### المادة الثالثة
خدمة المجتمع من خلال تأصيل القيم الإسلامية وترسيخ مبادئها، وتعزيز العادات الموروثة للمحافظة عليها.

### المادة الرابعة
دعم سياسة الدولة التي تقوم على رعاية مصالح المواطنين بشكل خاص، والعرب والمسلمين بشكل عام.

### المادة الخامسة
الاهتمام بإبراز شخصية المملكة داخليًا وخارجيًا، وعن تحقيقها لخطوات متقدمة باعتمادها على الإسلام كدستور للحكم وشريعة الحياة.

### المادة السادسة
تأصيل روابط الحب والتماسك بين أفرد الشعب السعودي، من خلال إبراز الجوانب المشرقة للوطن.

### المادة السابعة
تعميق الولاء الوطني داخل المواطنين، وتعريفهم بمآثره، وبالسعي الجاد في تقدمه وإزدهاره.

### المادة الثامنة
الاهتمام بكل ما تستحقه الأسرة على اعتبارها المحور الأساسي لبناء المجتمع.

### المادة التاسعة
التأكيد على أن الطفل فطرة نقية، وعليه، يجب أن تحظى برامج الأطفال المختلفة بما تستحقه من اهتمام.

### المادة العاشرة
تخصيص برامج للنساء تساعدهم على أداء وظائفهم الملائمة لهم في المجتمع.

### المادة الحادية عشرة
رعاية الشباب من خلال تخصيص برامج مدروسة تلامس مشكلاتهم وتلبي احتياجاتهم.

### المادة الثانية عشرة
حفظ جميع المواد الإعلامية التي تتصل بالسعودية وتراثها.

### المادة الثالثة عشرة
التعاون مع الجهات المعنية لإجراء البحوث والدراسات الإعلامية

### المادة الرابعة عشرة
تخصيص برامج رفيعة المستوى ومتعددة الاتجاهات للفئات المثقفة لتلبية حاجاتهم الفكرية.

### المادة الخامسة عشرة
الارتقاء بمستوى المادة الإعلامية.